# Viskositet
Viskositet är en fysikalisk egenskap hos vätskor och gaser som betecknar deras "tjockhet" eller interna motstånd mot flöden, och kan ses som ett mått på friktion i vätskor. "Tunna" vätskor som metanol har låg viskositet, medan "tjockare" som olja har hög viskositet.

## Newtons teori
När en skjuvspänning appliceras på ett fast föremål deformeras kroppen till dess att deformationen orsakar tillräckligt stor motsatt kraft för att jämvikt ska uppstå. När en skjuvspänning i stället appliceras på en vätska, exempelvis när en vind blåser över ytan på ett hav, sätts vätskan i rörelse och fortsätter att röra sig så länge spänningen ligger kvar. När spänningen tas bort avklingar flödet på grund av att energin skingras ut i vätskan. Ju "tjockare" vätskan är, desto större är dess motstånd mot skjuvspänningar, och desto snabbare avklingar dess flöde.
Allmänt sett kan alla flöden betraktas som bestående av lager som rör sig med olika hastighet, och vätskans "tjockhet" uppstår på grund av de skjuvspänningar mellan intilliggande lager som tillsammans motverkar den pålagda kraften.
Isaac Newton postulerade att för raka, parallella och enhetliga flöden är skjuvspänningen {\displaystyle \tau } mellan lagren proportionell mot hastighetens gradient {\textstyle {\frac {\partial u}{\partial y}}} i vinkelrät riktning mot lagren, med andra ord, lagrens relativa rörelse.
{\displaystyle \tau =\mu {\frac {\partial u}{\partial y}}}.
Här är konstanten {\displaystyle \mu } den så kallade viskositetskoefficienten, viskositet eller dynamisk viskositet. Många vätskor, exempelvis vatten, och de flesta gaser följer Newtons kriteria och kallas newtonska vätskor. Icke-newtonska vätskor uppvisar ett mer komplicerat förhållande mellan skjuvspänningen och hastighetsgradienten än ett rent proportionellt sådant.
I många situationer är man intresserad av förhållandet mellan viskösa krafter och tröghetskrafter, de senare karaktäriserade av vätskans densitet {\displaystyle \rho }. Denna kvot kallas kinematisk viskositet.

## Mätning av viskositet

Storheter som ingår i definitionen för viskositet.

Viskositet mäts med olika typer av viskositetsmätare, normalt vid 40 °C och 100 °C enligt ISO 3448.  

### Rotationsviskosimeter
Rotationsviskosimetern är normalt uppbyggd med en ytter- och en innercylinder. Vätskan appliceras emellan dessa cylindrar. När någon av cylindrarna börjar snurra kan maskinen räkna ut viskositeten. Även skjuvspänning, som i många fall är relevant, kan på många rotationsviskosimetrar visas. 

### Falltidsviskosimeter
En falltidsviskosimeter använder sig av en kraft från exempelvis en cylinder eller kula för att mäta viskositeten. Ofta består en falltidsviskosimeter av en cylinder som man kan fylla med vätskan. Sedan släpps en kula ner i vätskan och man mäter hur lång tid det tar för kulan att förflytta sig i vätskan. Ett exempel på en falltidsviskosimeter är höpplerviskosimetern. 

### Rinntidsviskosimeter
En Rinntidsviskosimeter låter vätskan rinna genom en kapillär av något slag, genom att mäta hur lång tid vätskan tar på sig att förflytta sig får man fram viskositen. Ett exempel på en Rinntidsviskosimeter är Cannon-Fenskeviskosimetern. Detta är en form av kapillärviskosimeter. 

### Måttenheter

#### Dynamisk viskositet
SI-enheten för dynamisk viskositet är pascal-sekund (Pa·s), vilket är lika med 1 N·s/m2 eller 1 kg/(m·s). I Frankrike har det gjorts vissa försök att etablera namnet poiseuille (Pl) som beteckning för Pa·s, efter fysikern med samma namn, men utan internationell framgång.

#### Kinematisk viskositet
Den kinematiska viskositeten anger hur snabbt en vätska sprider sig i förhållande till sin massa om den hälls ut på en plan yta.
Den kinematiska viskositeten {\textstyle \nu } definieras som
{\displaystyle \nu ={\frac {\eta }{\rho }}}.
där η är den dynamiska viskositeten och {\displaystyle \rho } är vätskans densitet i kg/m3.
Kinematisk viskositet anges vanligen i enheten mm²/s även kallat centiStoke, förkortat cSt efter den engelske fysikern George Gabriel Stokes. Vatten har en viskositet av 1 cSt vid 20,2 °C.
{\displaystyle 1\ cSt=10^{-6}\ m^{2}/s=1\ mm^{2}/s}.

## Molekylärt ursprung
Det verkar naturligt att se viskositet som ett resultat av de attraktiva och repulsiva krafterna mellan molekyler. Mot det talar att gaser har påtaglig viskositet, trots att deras intermolekylära krafter är svaga, vilket antyder att andra mekanismer ligger bakom.

### Gaser
Viskositet i gaser uppstår huvudsakligen från diffusionen av molekyler mellan lagren i flödet. Den kinetiska gasteorin ger noggranna förutsägelser beträffande uppträdandet hos viskositet i gaser, framför allt den att följande gäller där teorin är applicerbar:
- Viskositeten är oberoende av trycket.
- Viskositeten ökar med temperaturen.

### Vätskor
I vätskor blir dessutom krafterna mellan molekylerna viktig. Detta leder till ett ytterligare bidrag till skjuvspänningen, fast den exakta mekanismen bakom detta fortfarande är omdiskuterad. Alltså gäller för vätskor:
- Viskositeten är oberoende av trycket (utom vid mycket högt tryck).
- Viskositeten sjunker när temperaturen ökar.

Viskositetsindex är ett mått på viskositetens temperaturberoende. Ju högre viskositetsindex är, desto mindre ändrar sig viskositeten vid temperaturändringar. För oljor till bilmotorer är det viktigt med ett högt viskositetsindex. Med moderna oljor med högt viskositetsindex behöver man normalt inte som förr höst och vår byta mellan "sommarolja" och "vinterolja", båda med lägre viskositetsindex än dagens motoroljor.

## Viskositet för några vanliga material

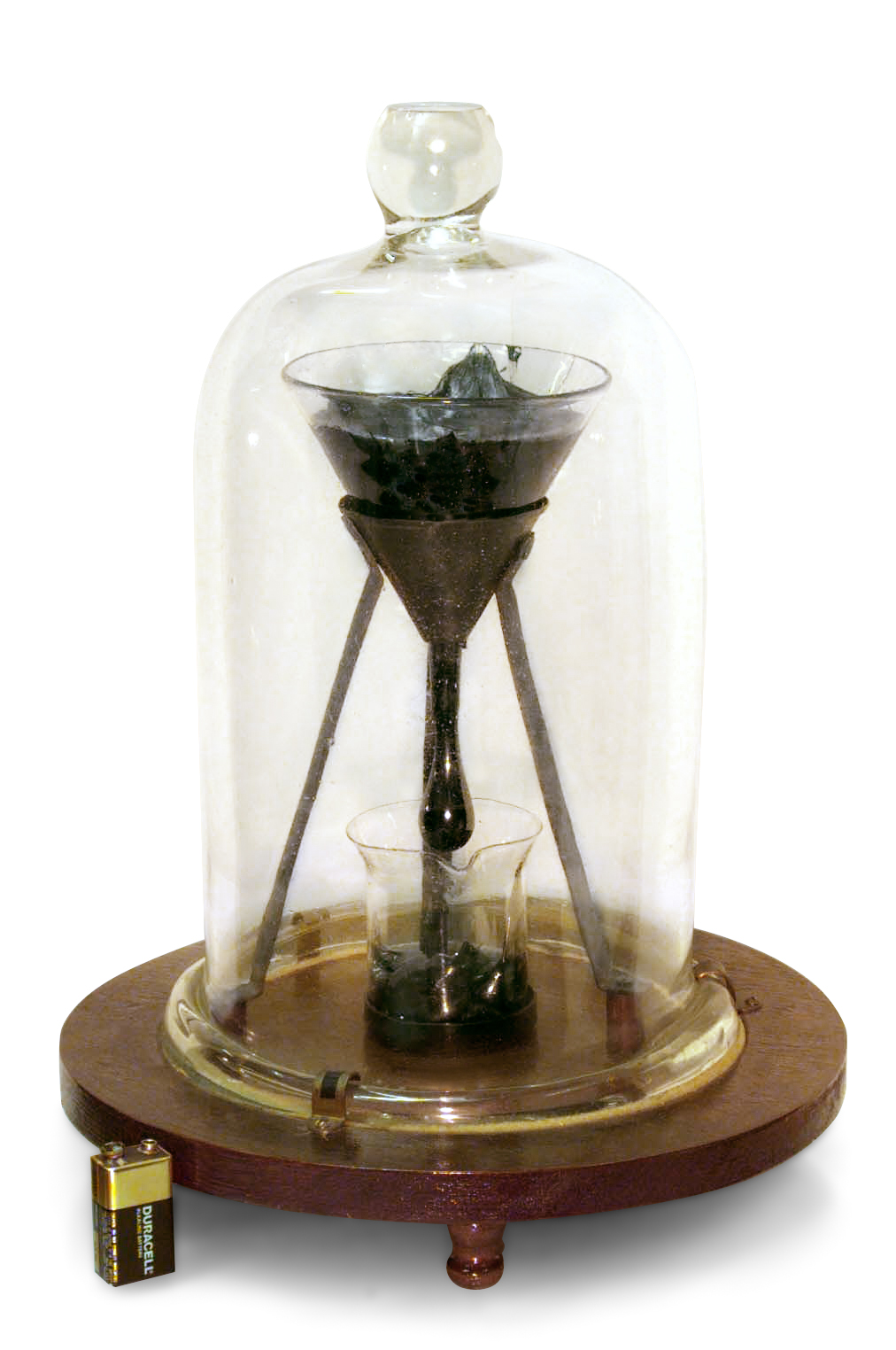
Becket i experimentet på bilden har beräknats ha över hundra miljarder gånger högre viskositet än vatten.

Några dynamiska viskositeter för newtonska gaser och vätskor visas nedan.
| Ämne  | Viskositet (Pa·s) |
| ----- | ----------------- |
| väte  | 8,4 · 10−6        |
| luft  | 16,7 · 10−6       |
| xenon | 22,2 · 10−6       |

| Ämne              | Viskositet (Pa·s)                                                |
| ----------------- | ---------------------------------------------------------------- |
| etanol            | 1,20· 10−3                                                       |
| aceton            | 0,326 · 10−3                                                     |
| metanol           | 0,59 · 10−3                                                      |
| bensen            | 0,64 · 10−3                                                      |
| vatten            | 1,002 · 10−3                                                     |
| nitrobensol       | 2,0 · 10−3                                                       |
| kvicksilver       | 17,0 · 10−3                                                      |
| svavelsyra        | 30 · 10−3                                                        |
| olivolja          | 81 · 10−3                                                        |
| ricinolja         | 985 · 10−3                                                       |
| glycerin          | 1 485 · 10−3                                                     |
| beck              | (2,3 ± 0,5) · 108 (för specifikt prov vid varierande temperatur) |
| hydraulolja VG 40 | 90 · 10−3                                                        |
| blod (37 °C)      | 3-4 · 10−3.                                                      |

Många organiska vätskor, exempelvis honung, har vitt spridda värden på viskositeten.

## Kan fasta föremål ha viskositet?
Det hävdas vanligen att amorfa ämnen som till exempel glas har viskositet, med basis i att alla fasta ämnen "flyter", om än minimalt, som ett resultat av skjuvspänningar. Företrädare för detta synsätt hävdar att distinktionen mellan fasta föremål och vätskor är oklar, och att fasta föremål bara är vätskor med hög viskositet, typiskt sett högre än 1012 Pa·s. Detta synsätt anammas ofta av anhängare av den vitt spridda myten att man kan se hur glas har runnit i gamla byggnader. När man förr i tiden handblåste flata fönsterglas blåste man glaset i en cylinder där sedan glaset skars av och vecklades ut, under den tid detta tog hann dock det nästan flytande glaset att rinna nedåt lite. Glaset i cylindern skars av upptill vilket medförde att man fick en glasskiva som var tjockare på mitten varför man delade den i två delar med vardera en tjock och en tunn del. Praxis bland dåtidens glasmästare var att man satte den tjockare delen nedåt vilket har bidragit till myten om att glas i fast form är en vätska med hög viskositet.
Mot detta argumenterar andra att fasta föremål är allmänt sett elastiska för små spänningar, medan vätskor inte är det. Även om fasta föremål flyter vid högre spänningar kännetecknas de av detta beteende vid låg spänning. Viskositet kan kanske vara en lämplig egenskap för fasta ämnen i vid plastiskt beteende. Situationen blir något förvirrad eftersom termen viskositet ibland används för fasta ämnen, till exempel maxwellska material, för att beskriva förhållandet mellan spänning och relativ elasticitet, snarare än elasticitetsmodul.

## Virvelviskositet
I studiet av turbulens i flöden är det normalt förfarande vid beräkningarna att ignorera små virvlar som kan finnas i flödet och i stället beräkna storskaliga rörelser med en virvelviskositet som beteckning för transport och upplösande av energi på liten skala. Typiska värden för virvelviskositet som används vid studiet av havsströmmar ligger högre än 107 Pa·s.